# ぬいぐるみのラパン
『ぬいぐるみのラパン』は、メ〜テレの朝の情報番組『ドデスカ!』内で放送されていたダンスアニメコンテンツ（人形アニメ）。

## 概要
タイツを履いた3匹のウサギのぬいぐるみが歌にあわせてダンスを踊る放送時間30秒のショートアニメで、メ〜テレとDLEの共同プロジェクトである「キャラモニプロジェクト」の第2弾として2010年6月より放送を開始。当初は6月から7月の1ヶ月間だけ放送されていたが、視聴者からの要望により同年10月から放送を再開した。また、2011年12月からCSのエンタメ〜テレ☆シネドラバラエティでも放送を開始している。
なお、YouTubeでは公式チャンネルが開設されており、DVD化もされている。

## 放送時間
- 毎週月曜から金曜の朝6時55分と7時22分の2回放送。

## キャラクター
キャラクターのラパンは、パパ、ペペ、チチの3匹のウサギで、それぞれタイツを履いているのが特徴。2012年5月以降の放送では会話劇パートが以下のキャストで放映されている。
ペペ
声 - 三上枝織
パパ
声 - のんたなか
チチ
声 - リトルビシュナ

## スタッフ
※作詞や歌など放送時期や内容により担当者が異なる場合があり、下記以外のものも存在する。
- 演出・アニメーション : 泰永優子（nicographics）
- 作詞 : DLE、田村亮
- 作曲 : 若松隆士
- 撮影 : 竹内泰斗
- 歌
  - MEI、MAI、JUNJUN、OKAN、TAMURYO
  - 内山典子、上原璃奈、北村妙子
- キャラクターデザイン : 浦山亜由美
- 制作 : DLE

## DVD
- 『ぬいぐるみのラパン』（2011年3月25日、ケンメディア）
- 『ぬいぐるみのラパン Vol.2』（2013年3月23日、メ〜テレ）